# Elsbeth Vahlefeld
Elsbeth Vahlefeld (* 1937 in Muttrin) ist eine deutsche Verwaltungsbeamtin und Sachbuchautorin.

## Leben
Elsbeth Vahlefeld wuchs in Schleswig-Holstein auf. Sie begann eine Tätigkeit in der Kommunalverwaltung und war ab 1973 Dozentin an einem Studieninstitut für kommunale Verwaltung in Nordrhein-Westfalen. Von 1989 bis 1998 leitete sie dieses Institut.
Elsbeth Vahlefeld ist Mitglied der Theodor Fontane Gesellschaft und des Vereins zur Förderung der deutsch-polnischen Zusammenarbeit e. V.

## Schriften
- Die Muttriner Schulchronik. In: Die Pommersche Zeitung. Folge 48/2001, 1. Dezember 2001, S. 8.
- Theodor Fontane in Pommern und in den östlichen Provinzen Preußens. Schwerin 2007, ISBN 978-3-935749-72-5, 2. Aufl. 2008, ISBN 978-3-940207-14-2.
- Hinterpommern. Vergessene Dörfer – kleine Städte – große Namen. Elmenhorst/Vorpommern 2017, ISBN 978-3-939680-36-9.
- Lisaweta von Zitzewitz. Mit Leidenschaft für Verständigung und Versöhnung zwischen Deutschen und Polen. Bäßler Berlin. 2021. ISBN 978-3-945880-76-0
- »Meine Gestalten sind meine Gestalten« – Erinnerung an den pommerschen Künstler Heinrich Eugen von Zitzewitz (1925–1998). Pommern. Zeitschrift für Kultur und Geschichte. Heft 2/2008. S. 7–12.
- »Das irdische Paradies hat in Vorpommern gelegen«. Auf den Spuren Ehm Welks in Pommern. Pommern. Zeitschrift für Kultur und Geschichte. Heft 1/2009. S. 39–42.
- Fabulierer auf Papier und Leinwand. Heinrich Eugen von Zitzewitz (1925–1998). Pommern. Zeitschrift für Kultur und Geschichte. Heft 2/2010. S. 35–39. ISSN 0032-4167.
- Der Landkreis Stolp – ein Mittelpunkt pommerscher Künstler. Isabel Sellheim initiiert seit 1996 Kunstausstellungen in Hinterpommern. Pommern. Zeitschrift für Kultur und Geschichte. Heft 4/2012. S. 42–46. ISSN 0032-4167.
- Zweisprachige Monographien erinnern an Schlösser und Parkanlagen in Westpommern. Die Gartenkunst. Heft 1/2014 S. 164–166. ISSN 0935-0519.
- Von Rundscheunen und vom Rapsanbau in Hinterpommern. Pommern. Zeitschrift für Kultur und Geschichte. Heft 1/2015. S. 19–23. ISSN 0032-4167.
- Schlösser und Gärten in der Wojewodschaft Westpommern. Pommern. Zeitschrift für Kultur und Geschichte. Heft 3/2013, S. 45–47. ISSN 0032-4167.
- Theodor Fontane und sein Kutscher Carl Moll. Zeitschrift Pommern Nr. 2/2019. S. 24–29. ISSN 0032-4167.
- Wozu haben wir Stephan? Was Theodor Fontane über Heinrich von Stephan schreibt. Pommern – Zeitschrift für Kultur und Geschichte. Heft 1/2021. ISSN 0032-4167.
- „Dann sah ich Tränen in seinen Augen“ – Theodor Fontanes Reisen nach Pommern und seine pommerschen Freunde. Edition Pommern, Stralsund 2021, ISBN 978-3-939680-67-3.